# Gradefes
Gradefes és un municipi de la província de Lleó, a la comunitat autònoma de Castella i Lleó.

## Pedanies
- Cañizal de Rueda
- Carbajal de Rueda
- Casasola de Rueda
- Cifuentes de Rueda
- Garfín
- Mellanzos
- Nava de los Caballeros
- Rueda del Almirante
- San Bartolomé de Rueda
- San Miguel de Escalada
- Santa Olaja de Eslonza
- Valdealcón
- Valdealiso
- Valduvieco
- Villacidayo
- Villanófar
- Villarmún
- Villarratel

## Demografia
| 1991 | 1996 | 2001 | 2004 |
| ---- | ---- | ---- | ---- |
| 1579 | 1383 | 1272 | 1211 |